# Invasion von Kanada (1775)
Die Invasion von Kanada (englisch: Invasion of Quebec) von Juni 1775 bis November 1776 war die erste und vielleicht die einzige Hauptinitiative der USA während des Amerikanischen Unabhängigkeitskrieges.

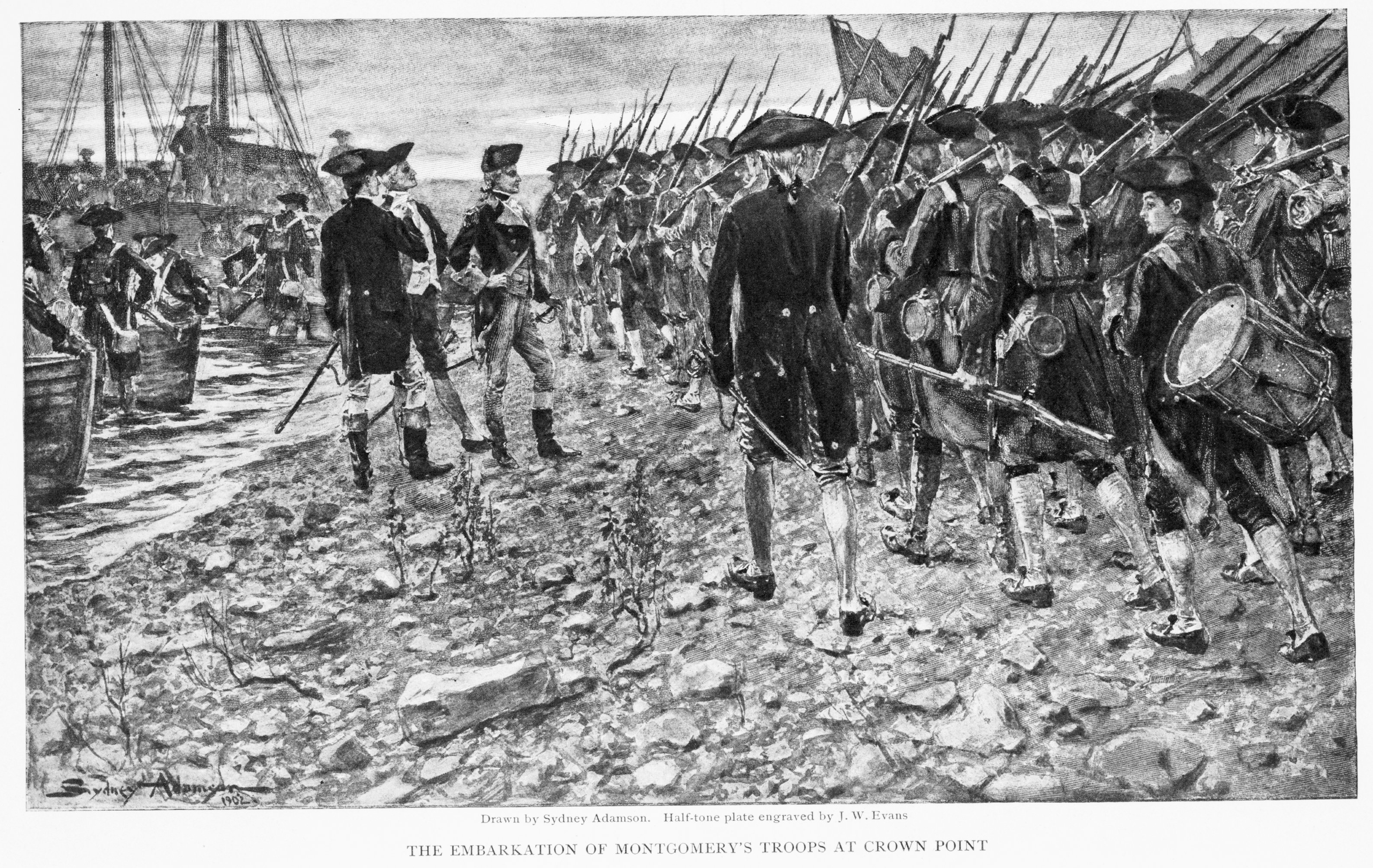
Die Einschiffung von Montgomerys Truppen bei Crown Point, Richard Montgomery und Truppen am Ufer des Lake Champlain bei Crown Point (New York), auf dem Weg zur Invasion von Kanada (1775), gezeichnet von Sydney Adamson, Rasterdruck graviert von J.W. Evans, gedruckt 1902.

Nach einigen frühen Erfolgen der Revolutionsstreitkräfte machten die britischen Streitkräfte die Invasion völlig zunichte. Die Vereinigten Staaten machten mehrere weitere Versuche einer Invasion Kanadas während des Krieges von 1812, die jedoch ebenso fehlschlugen.

## Hintergrund

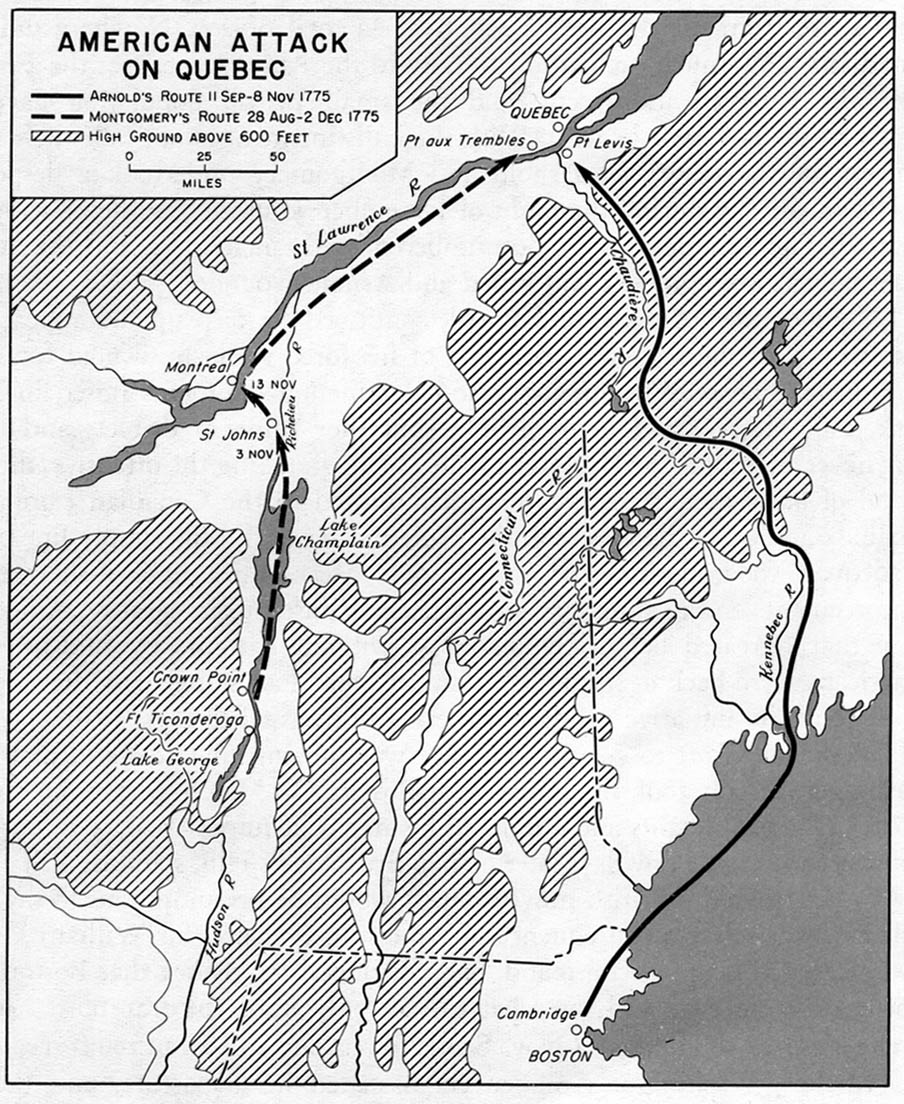
Invasion Kanadas

Die Konfliktphase der Amerikanischen Revolution begann mit den Gefechten von Lexington und Concord im April 1775. Nachdem die britischen Truppen in der Belagerung von Boston eingeschlossen worden waren, wurden die königlichen Gouverneure angewiesen, die anderen britischen Kolonien zu verlassen und der amerikanische Kontinentalkongress schuf die Kontinentalarmee. Der Kongress suchte nun einen Weg, die Initiative zu ergreifen. Im Mai 1775 hatten die Obersten Ethan Allen und Benedict Arnold von Connecticut aus in einem Überraschungsangriff die Forts Ticonderoga und Crown Point im Süden des Lake Champlain eingenommen.
Verschiedene Male hatten die britischen Kolonien während der Franzosen- und Indianerkriege entweder in Kanada gekämpft oder waren von Norden und Westen den Angriffen von Indianern ausgesetzt, die von den Franzosen aufgehetzt und ausgerüstet worden waren. Der Kongress autorisierte im Juni General Philip Schuyler, Kommandant des Norddepartements der Continental Army, die Invasion zu beginnen, um die britischen Streitkräfte aus Kanada zu vertreiben. Eine zweite Abteilung unter Benedict Arnold sollte zeitgleich über Maine und den Chaudière-Fluss zur Stadt Québec marschieren.

## Die Invasion
Am 28. August marschierten Schuyler und Montgomery mit rund 1000 Milizionären von Fort Ticonderoga mit Ziel Montréal nach Norden. Nach einem erfolglosen Angriff auf das von 600 Briten unter Oberst Charles Preston gehaltene Fort St. Johns Anfang September überließ Schuyler Montgomery das Kommando. Montgomery begann eine Belagerung, die am 2. November mit der Übergabe des Forts endete. Währenddessen hatte Oberst Allen mit der Rekrutierung kanadischer Freiwilliger begonnen und Ende September mit einer kleinen Streitmacht von 100 Mann Montréal angegriffen, was zu seiner Gefangennahme führte. Ein anderes Unternehmen gegen Chambly Mitte Oktober war dagegen erfolgreich.
Nach der Kapitulation von St. Johns konnte Montgomery am 13. November Montréal fast kampflos übernehmen. Fast gleichzeitig hatte Arnold die Stadt Québec erreicht, musste sich aber nach einem ersten Angriff auf die von Guy Carleton verteidigte Stadt nach Pointe-aux-Trembles zurückziehen, wo er die Ankunft Montgomerys abwartete. Dieser traf Anfang Dezember mit lediglich 350 Mann dort ein.
Im letzten verzweifelten Versuch, Québec einzunehmen, begannen sie in der Nacht des 31. Dezember inmitten eines Schneesturms die Schlacht von Québec. Bei einem Versuch, die Lage zu erkunden, wurde Montgomery getötet. Die Konfusion und die Aufspaltung der Truppen führten zur Niederlage. Der verletzte Arnold zog sich mit den verbleibenden Truppen zurück, Daniel Morgan und über 400 Amerikaner waren gefangen.
Als General John Thomas Anfang Mai mit einer Brigade eintraf, um das Kommando zu übernehmen und Montgomery zu ersetzen, fand er eine Armee, die durch den Marsch der Arnold-Expedition nach Norden, Pocken und den harten kanadischen Winter ernstlich geschwächt war. Zur gleichen Zeit trafen die ersten Einheiten der britischen Verstärkungen von 4000 Mann unter dem Kommando von John Burgoyne in Québec ein, so dass den Amerikanern, die nur rund 2000 Mann aufbringen konnten, nur der Rückzug übrigblieb.

## Rückzug der Amerikaner
Von Mai bis Juni 1776 wurden die britischen Truppen in Kanada durch die Truppen General John Burgoynes und Braunschweigische Hilfstruppen unter dem Kommando von General Friedrich Adolf Riedesel verstärkt. Der neue amerikanische Kommandeur General Thomas starb am 2. Juni an den Pocken. Der ihn ersetzende John Sullivan versuchte am 8. Juni, bei Trois-Rivières am Zusammenfluss von Sankt-Lorenz-Strom und Saint-Maurice auf halbem Weg zwischen Québec und Montréal erfolglos, die Briten zurückzuschlagen und zog sich mit dem Rest seiner Truppen nach Sorel und von dort mit Booten über den Richelieu zum Lake Champlain zurück, wo er mit dem zwischenzeitlich nach Montréal versetzten Arnold zusammentraf.
Beide Seiten begannen nun mit dem Schiffbau, um den Lake Champlain zu kontrollieren, die Briten in St. Johns und die Amerikaner in Skenesboro. Ziel der Briten war die Rückeroberung der Forts Ticonderoga und Crown Point, die den Zugang zum Hudson River kontrollierten. Am 11. Oktober wurde die amerikanische Flotte im Seegefecht bei Valcour Island vernichtet, jedoch mussten die Briten einen Angriff auf die Forts wegen des einbrechenden Winters Anfang November abbrechen und bezogen in Kanada Winterquartier.

## Folgen
Obwohl die Invasion in einem Desaster für die Amerikaner endete, konnte das Schlimmste vorerst verhindert werden. Der britische Angriff auf die Forts am Lake Champlain im Sommer des nächsten Jahres und deren Einnahme führten zum Saratoga-Feldzug General Burgoynes, der in dessen Kapitulation im Oktober 1777 endete.